# Claus Cornelius Fischer
Claus Cornelius Fischer, Pseudonym Noel Sanssouci (* 8. Juni 1951 in Berlin; † 12. Dezember 2020 ebenda) war ein deutscher Schriftsteller, Übersetzer und Drehbuchautor.

## Leben
Fischer wurde 1951 in Berlin geboren, besuchte bis zum Abitur ein Jesuiteninternat in Westfalen und anschließend eine Journalistenschule in München. Nach dem Diplomabschluss arbeitete er als freier Journalist unter anderem für Die Welt und Die Zeit und als Übersetzer amerikanischer Romane, bevor er sich als Drehbuchautor und Romancier etablierte. Er gehörte 1989 zusammen mit Günter Grass und Norbert Blüm zu den ersten Mitherausgebern von Salman Rushdies Die Satanischen Verse in Deutschland und wurde im selben Jahr mit seinem Roman Goyas Hand (1989) für den aspekte-Literaturpreis nominiert.
Es folgten mehr als ein Dutzend weitere Romane: Kriminalromane, Thriller und historische Romane, außerdem Drehbücher für Kino- (Blueprint, Boran) und Fernsehfilme; unter anderem für die Fernsehreihe Tatort die Folgen Schneetreiben und Einmal wirklich sterben. Einige Kriminalromane schrieb er zusammen mit Hans Gamber unter dem gemeinsamen Pseudonym Christopher Barr.
2007 begann Fischer mit Und vergib uns unsere Schuld eine sehr gut besprochene und auch international erfolgreiche Reihe von Kriminalromanen um den Amsterdamer Commissaris Bruno van Leeuwen. Farbige Charaktere, psychologische Genauigkeit und ungewöhnliche Geschichten sind die Charakteristika dieser Bücher. Danach sind in folgender Reihenfolge drei weitere Romane mit Bruno van Leeuwen erschienen: Und verführe uns nicht zum Bösen, Totenengel und Eisherz.
Fischer schrieb zudem unter verschiedenen Pseudonymen Kinderbücher und historische Romane. Unter dem Titel Der Optimist hat er als Noel Sanssouci Voltaires moralische Erzählung Candide oder der Optimismus als satirische Parabel in die Gegenwart übertragen.
Er starb am 12. Dezember 2020 im Alter von 69 Jahren.

## Werke (Auswahl)
- 1989: Goyas Hand, ISBN 978-3-430-12776-9
- 1995: Wälder des Himmels, ISBN 3-612-27098-2
- 1998: Sushi in Paris, ISBN 3-612-27551-8
- 1999: Das Ende aller Tage, ISBN 3-612-27461-9
- 2003: Wer den Tiger reitet, ISBN 3-8052-0745-X
- 2003: Dicht am Feuer, ISBN 3-442-35821-3
- 2007: Und vergib uns unsere Schuld, Commissaris van Leeuwens erster Fall, ISBN 3-431-03702-X
- 2010: Und verführe uns nicht zum Bösen, Commissaris van Leeuwens zweiter Fall, ISBN 978-3-404-16396-0
- 2010: Totenengel, Commissaris van Leeuwens dritter Fall, ISBN 978-3-404-16512-4
- 2010: Eisherz, Commissaris van Leeuwens vierter Fall, ISBN 978-3-431-03808-8
- 2011: Erlösung, München, Karl Blessing Verlag, ISBN 978-3-89667-445-6
- 2013: Nukleus, München, Karl Blessing Verlag, ISBN 978-3-89667-488-3
- 2015: Das Mädchen mit der Silberraupe, Kindle Edition, Edition M
- 2015: Die letzte echte Frau, Fuchs & Fuchs Verlag, Berlin, ISBN 978-3-945279-04-5
- 2018: Commissaris van Leeuwen und das Mädchen mit der Silbermünze, (sein 5. Fall), Thiele & Brandstätter Verlag, Wien München, ISBN 978-3-85179-405-2
- 2018: Commissaris van Leeuwen und die verlorene Frau, (sein 1. Fall), früher: Und vergib uns unsere Schuld, Piper Verlag, München ISBN 978-3-492-31366-7
- 2018: Commissaris van Leeuwen und die Händler des Bösen, (sein. 2. Fall), früher: Und verführe uns nicht zum Bösen, Piper, ISBN 978-3-492-31367-4
- 2018: Commissaris van Leeuwen und der Mann mit dem eisigen Herzen, (sein 4. Fall), früher: Eisherz, Piper Verlag, ISBN
- 2023: Disco Old Germany, Thiele & Brandstätter Verlag, Wien München,  ISBN 978-3-85179-549-3

## Hörbücher
- 2007: Und vergib uns unsere Schuld, gelesen von Stephan Benson, ISBN 978-3-7857-3301-1
- 2008: Und verführe uns nicht zum Bösen, gelesen von Stephan Benson, ISBN 978-3-7857-3515-2

## Filmografie

### Vorlage
- 2012: Eine Frau verschwindet – Van Leeuwens erster Fall
- 2013: Totenengel – Van Leeuwens zweiter Fall
- 2023: Polizeiruf 110: Paranoia[5]

### Drehbuch
- 1987: Auf Achse (Fernsehserie, 2 Folgen)
- 1988, 1994: Der Fahnder (Fernsehserie, 2 Folgen)
- 1991: Codename: Gorilla (Fernsehserie, 1 Folge)
- 1996: Schwurgericht (Fernsehreihe, 1 Folge)
- 2000: Zärtliche Sterne
- 2001: Boran
- 2003: Blueprint
- 2005: Tatort: Schneetreiben
- 2006: Die Frau im roten Kleid
- 2008: Kommissar Süden und das Geheimnis der Königin
- 2015: Tatort: Einmal wirklich sterben
- 2016: Der Athen-Krimi – Trojanische Pferde

## Pseudonym Christopher Barr
Hinter diesem Pseudonym verbargen sich der Journalist und Kriminalschriftsteller Hans Gamber und Claus Cornelius Fischer, der sich damals noch Claus Fischer nannte. Sie hatten 1981 ihr Debüt mit „Soldato der Killer“ (Verlag: Droemer Knaur) und versuchten auch in den folgenden Romanen das Versprechen des „internationalen Thrillerflairs“ zu halten.